# Harold Volkmer
Harold Lee Volkmer, född 4 april 1931 i Jefferson City i Missouri, död 16 april 2011 i Hannibal i Missouri, var en amerikansk demokratisk politiker. Han var ledamot av USA:s representanthus 1977–1997.
Volkmer avlade 1955 juristexamen vid University of Missouri, tjänstgjorde i USA:s armé 1955–1957 och inledde 1958 sin karriär som advokat i Missouri.
Volkmer efterträdde 1977 William L. Hungate som kongressledamot och efterträddes 1997 av Kenny Hulshof. Volkmer besegrades av republikanen Hulshof efter tio mandatperioder i representanthuset i kongressvalet 1996.